# هادسن بی، ساسکاچوان
هادسون بی، ساسکاچوان (به انگلیسی: Hudson Bay, Saskatchewan) یک منطقهٔ مسکونی در کانادا است که در ساسکاچوان واقع شده‌است. هادسون بی ۱۷٫۳۵ کیلومتر مربع مساحت و ۱٬۵۰۴ نفر جمعیت دارد.